# Szuflada wspomnień
Szuflada Wspomnień – album zespołu the G[H]OST wydany w październiku 2011 przy pomocy nieistniejącego już portalu MegaTotal. Płyta została częściowo sfinansowana przez wpłaty użytkowników serwisu Megatotal.
Album zawiera utwory autorskie zespołu, których kompozytorami i autorami tekstów są członkowie zespołu wokalista Marian Szulczyński i gitarzysta Mateusz Szulczyński (prywatnie ojciec i syn).
Nagrania zostały zrealizowane od kwietnia do czerwca 2011 r. w studiu nagraniowym ROCKSUN w Pleszewie. Realizatorem nagrań był Sergiusz Supron.

## Tytuły zarejestrowanych utworów[4]
1. Zdrada – 3:25
2. Mój świat – 3:13
3. Znak – 3:37
4. Bez ciebie – 4:06
5. Sen – 5:21
6. Fotografia – 3:32
7. Pomóż mi – 5:06
8. Tylko ona – 4:40
9. Klozetowy dziadek – 5:17
10. Nienawiść – 4:13

## Twórcy
- Marian Szulczyński-śpiew, kompozycja i tekst w utworach 5, 6 i 9
- Mateusz Szulczyński-gitara solowa, kompozycja i tekst w utworach 1 ,2 ,3 ,4 ,7 ,8 ,10
- Przemysław Langiewicz-gitara solowa
- Robert Jaskulski-gitara basowa
- Marek Żeromski-perkusja